# Hansenochrus simonis
Hansenochrus simonis är en spindeldjursart som först beskrevs av Hansen 1905.  Hansenochrus simonis ingår i släktet Hansenochrus och familjen Hubbardiidae. Inga underarter finns listade i Catalogue of Life.